# Кандікюла
Ка́ндікюла (ест. Kandiküla) — село в Естонії, у міському самоврядуванні Тарту повіту Тартумаа.

## Населення
Чисельність населення на 31 грудня 2011 року становила 112 осіб.

## Географія
Село лежить у західному передмісті Тарту.
Через населений пункт проходять автошляхи 2 (Таллінн — Тарту — Виру — Лугамаа), естонська частина європейського маршруту E263, та 22103 (Тарту — Ілматсалу — Ригу).

## Історія
До 1 листопада 2017 року село входило до складу волості Тягтвере.